# Холязино
Холязино (рос. Холязино) — село в Большемурашкинському районі Нижньогородської області Російської Федерації.
Населення становить 766 осіб. Входить до складу муніципального утворення Холязинська сільрада.

## Історія
Від 2009 року входить до складу муніципального утворення Холязинська сільрада.

## Населення
| 1999 | 2002 | 2010 |
| ---- | ---- | ---- |
| 1080 | ↘924 | ↘766 |